# Holger Kockelmann
Holger Kockelmann (* 1973 in Prüm) ist ein deutscher Ägyptologe.

## Leben
Holger Kockelmann studierte von 1994 bis 2000 Ägyptologie, Papyrologie und klassische Archäologie an der Universität Trier, wo er 2000 den Magister Artium erwarb, und von 2000 bis 2001 an der Universität Oxford, wo er im Juni 2001 den Master of Studies erwarb. Von 2001 bis 2002 war er wissenschaftliche Hilfskraft am DFG-Projekt Edition des Altägyptischen Totenbuches vom Neuen Reich bis zur Römerzeit an der Universität Bonn. Von 2003 bis 2005 war er wissenschaftlicher Mitarbeiter am Projekt Edition des Altägyptischen Totenbuches vom Neuen Reich bis zur Römerzeit der Nordrhein-Westfälische Akademie der Wissenschaften an der Dienststelle Universität Bonn. Nach der Promotion 2005 im Fach Ägyptologie in Bonn war er von 2005 bis 2010 wissenschaftlicher Mitarbeiter in Funktion des Assistenten am Ägyptologischen Seminar in Trier. Nach der Habilitation an der Universität Tübingen lehrte er als Gastprofessor 2014 am Institut für Ägyptologie der Universität Heidelberg. Von 2015 bis 2016 vertrat er den Lehrstuhl für Ägyptologie an der Universität Würzburg (Wintersemester 2015/2016 und Sommersemester 2016). Als Visiting Professor lehrte er 2017 an der Ain-Schams-Universität. Er ist Direktor des Projektes Edition der Tempelinschriften von Philae (ÖAW) und leitete von 2017 bis 2019 das Site Management-Projekt Die zweite Rettung der Tempel von Philae in Assuan (Gerda Henkel Stiftung).
Seine Forschungsschwerpunkte sind die Kulturgeschichte des Alten Ägypten, ägyptische Religion, hieratische, hieroglyphische und demotische Texte und die ptolemäischen und römischen Tempel Ägyptens. 2019 erfolgte die Ernennung zum Außerplanmäßigen Professor an der Universität Tübingen. Seit 2020 ist er Professor für Ägyptologie an der Universität Leipzig und Direktor des Ägyptologischen Instituts / Ägyptischen Museums – Georg Steindorff – der Universität Leipzig.

## Schriften (Auswahl)
- Die Toponymen- und Kultnamenlisten zur Tempelanlage von Dendera nach den hieroglyphischen Inschriften von Edfu und Dendera (= Die Inschriften des Tempels von Edfu. Begleitheft 3). Harrassowitz, Wiesbaden 2002, ISBN 3-447-04580-9 (zugleich Magisterarbeit, Trier 1999).
- Untersuchungen zu den späten Totenbuch-Handschriften auf Mumienbinden (= Studien zum Altägyptischen Totenbuch. Band 12). Harrassowitz, Wiesbaden 2008, ISBN 978-3-447-05746-2 (zugleich Dissertation, Bonn 2005)
  - Band 1. Die Mumienbinden und Leinenamulette des memphitischen Priesters Hor. 1. Text und Photo-Tafeln.
  - Band 1. Die Mumienbinden und Leinenamulette des memphitischen Priesters Hor. 2. Übersichtsskizzen und Umschrift-Tafeln.
  - Band 2. Handbuch zu den Mumienbinden und Leinenamuletten.
- Praising the Goddess. A Comparative and Annotated Re-Edition of Six Demotic Hymns and Praises Addressed to Isis (= Archiv für Papyrusforschung. Beiheft 15). De Gruyter, Berlin/New York 2008, ISBN 978-3-11-021224-2 (zugleich Masterarbeit, Oxford 2001).
- als Herausgeber mit Raimar Eberhard, Stefan Pfeiffer und Maren Schentuleit: „...vor dem Papyrus sind alle gleich!“ Papyrologische Beiträge zu Ehren von Bärbel Kramer (= Archiv für Papyrusforschung. Beiheft 27). de Gruyter, Berlin/New York 2009, ISBN 978-3-11-020645-6.
- mit Svenja A. Gülden, Burkhard Backes, Marcus Müller-Roth, Irmtraut Munro und Simone Stöhr: Bibliographie zum altägyptischen Totenbuch (= Studien zum Altägyptischen Totenbuch. Band 13). 2. erweiterte Auflage, Harrassowitz, Wiesbaden 2009, ISBN 978-3-447-05865-0.
- mit Alexa Rickert: Von Meroe bis Indien. Fremdvölkerlisten und nubische Gabenträger in den griechisch-römischen Tempeln (= Studien zur spätägyptischen Religion. Band 12) (= Soubassementstudien. Band 5). Harrassowitz, Wiesbaden 2015, ISBN 978-3-447-10010-6.
- mit Erich Winter: Die zweite Ostkolonnade des Tempels der Isis in Philae (CO II und CO II K)  (= Philae. Band 3) (= Untersuchungen der Zweigstelle Kairo des Österreichischen Archäologischen Institutes. Band 78). Verlag der österreichischen Akademie der Wissenschaften, Wien 2016, ISBN 3-7001-7796-8.
  - Teil 1. Text.
  - Teil 2. Tafeln.
- Der Herr der Seen, Sümpfe und Flußläufe. Untersuchungen zum Gott Sobek und den ägyptischen Krokodilgötter-Kulten von den Anfängen bis zur Römerzeit (= Ägyptologische Abhandlungen. Band 74). Harrassowitz, Wiesbaden 2017, ISBN 3-447-10810-X (zugleich Habilitationsschrift, Tübingen 2014).
  - Teil 1. Ikonographie und theologische Konzeption.
  - Teil 2. Kulttopographie und rituelle Wirklichkeit.
  - Teil 3. Indices, Bibliographie und Tafeln.
- als Herausgeber mit Stefan Baumann: Der ägyptische Tempel als ritueller Raum. Akten der internationalen Tagung, Haus der Heidelberger Akademie der Wissenschaften, 9.-12. Juni 2015 (= Studien zur spätägyptischen Religion. Band 17). Harrassowitz, Wiesbaden 2017, ISBN 3-447-10794-4.